# Uwe Siemann
Uwe Siemann (* 2. Juli 1957 in Haldensleben; † 31. Juli 1976 bei Weferlingen) war ein Todesopfer an der innerdeutschen Grenze.

## Leben
Der in Weferlingen, dicht an der innerdeutschen Grenze, lebende Siemann versuchte in der Nacht vom 30. Juli zum 31. Juli 1976 in der Nähe seines Heimatortes, die Grenze zur Bundesrepublik in Richtung Grasleben zu überwinden. Dabei löste er drei Selbstschussanlagen aus und erlitt schwere Verletzungen. Als er im Krankenhaus eintraf, war er bereits tot.